# アップアップガールズ（仮） 1st LIVE 代官山決戦（仮）
女性アイドルグループ、アップアップガールズ（仮）は、2012年9月2日に初の単独ライブアップアップガールズ（仮） 1st LIVE 代官山決戦（仮）（かっこ アップアップガールズ かっこかり ファースト ライブ だいかんやまけっせん かっこかり かっことじる）を代官山UNITにて開催した。
このライブでアップアップガールズ（仮）は全21曲（内、オリジナル曲19曲）を披露し、タワーレコードのアイドル専門インディーズレーベルT-Palette Recordsに参加することをサプライズ発表した。また、このライブのDVDは2012年11月23日に先行発売され、2012年12月12日に一般発売された。
以下当項目では、このライブを代官山決戦と記す。

## 当日まで
アップアップガールズ（仮）は、代官山決戦が行われる約半年前まではオリジナル曲を持たず、カバー曲を披露していたが、2012年3月31日に初のシングル『Going my ↑』をリリースし、同日にはオリジナル曲『Rainbow』を初披露するなど、3月以降オリジナル曲が増えていった。
7月1日、同グループは『アイドル横丁夏祭り!!〜2012〜』に参加し計3回ステージに立ったが、2回目のステージにおいて、9月2日に代官山UNITで初の単独ライブ（代官山決戦）を開催することを発表した。代官山決戦の公演時間は約2時間と発表されたが、これは同グループの単独ライブイベントでは初の長さとなるものであり、メンバーの新井愛瞳は体力面で不安を抱え、同じく森咲樹も「体力をつけないとね」と語っていた。また、会場となる代官山UNITのキャパシティ（キャパ）は600人であり、同グループにとって初の大きさとなるものであった。同グループのメンバーからは「うん、心配。(笑)正直な気持ち。(笑)」（森）「今まではキャパ300人（中略）すっごい不安があるけど」（佐藤綾乃）「600人も集まるのかな」（新井）などと不安視する声もあがった。
8月4日には代官山決戦のチケットが一般発売されたが、翌5日にはチケットは売り切れ、当日券の発売も無かった。また、この頃にはオリジナル曲を既に8曲発表していたが、2012年の夏の間にさらに10曲オリジナルを制作することを目標としていた。
8月20日、代官山決戦のリハーサルが始まったが、27日には汐留AXにて、『アップアップガールズ（仮）黒船公演 ザ・ファイナル〜アプガの夜明けは近いぜよ〜』を開催した。このライブの位置づけの1つは「代官山決戦に備えて」というものであり、新曲を4曲初披露した。
8月31日には通しリハーサルが行われ、9月1日にも朝からリハーサルが行われた。また、同日にはファンがライブを楽しむための「予習動画」として、翌日の代官山決戦で初披露する予定の曲の動画がアップロードされた。
また、2012年の夏には黒船公演以外にも、TOKYO IDOL FESTIVAL2012やIDOL NATIONなどのライブイベントに参加したり、全国行脚（仮）と題し全国を回るなど、連日パフォーマンスを披露してきた。代官山決戦はそれらの集大成であった。

## 9月2日
9月2日、この日もリハーサルが行われた。
開場後、会場が満員となる中、14時ごろ照明が落ち、オープニングSEが流され、メンバー7人が（仮）と書かれたタンクトップの上にジャケットを着て登場した。
本編では1曲目の「イチバンガールズ!」から18曲目の「ストレラ!〜Straight Up〜」まで18曲を披露した。本編のMCでは「破壊王」と呼ばれている佐保明梨が特技の空手による板割りを披露したほか、森咲樹・新井愛瞳は、夏休みの課題の進捗状況について話した。また、佐藤綾乃・新井はカバー曲「気まぐれプリンセス」・「みかん」の選曲理由について語った。
本編終了後、アンコールの1曲目では初のオリジナル曲「Going my ↑」を披露した。ここでMCとなり、今日の感想などをメンバーが述べた。仙石みなみはグループ名から「（仮）」をとることを目標としていると語り、佐藤は横浜BLITZでライブをするという目標を語った。その後、サプライズゲストとして、タワーレコード新宿店のアイドル担当の店員が森のTシャツを着て登場した。同店員は、アップアップガールズ（仮）がシングル「なめんな!アシガールズ/マーブルヒーロー」・「End Of The Season」を、それぞれ9月26日・10月3日に2週連続リリースすることと、第2弾の単独ライブアップアップガールズ（仮） 2nd LIVE 六本木決戦（仮）が12月15日にラフォーレミュージアム六本木で開催されることを発表した。同会場のキャパシティは1000人であり、代官山UNITよりキャパシティが400人多くなることも発表された。
また、同店員はステージの脇へ戻る際、森に赤い封筒を渡した。その封筒の中の手紙には以下のように記されていた。
アップアップガールズ（仮）のイラストバージョンのTシャツを着てステージにサプライズ登場した嶺脇は、アップアップガールズ（仮）にオファーした理由を語った。
その後、タワーレコードにおけるアップアップガールズ（仮）の展開に関するメンバーの希望も聞き入れたが、森の「AKBさんより大きく」という希望に対しては「さすがに苦笑い」した。MC終了後「Dateline」・「サイリウム」を披露し、公演は終了した。公演時間は2時間半以上となった。
また、18時開始の公演ではアンコールの際に客席が白いサイリウムで埋まった。2010年11月28日に横浜BLITZにて行われたハロプロエッグとしての最後の公演と同じ状況となり、森は「また白いサイリウムを見ることができて本当にうれしいです」と語った。
代官山決戦はニコニコ生放送でも生中継され、14時開始の公演・18時開始の公演共に来場者数が3万人を越えた。

## ライブ後
T-Palette Recordsに参加するのが2012年末からであることがTOWER RECORDS ONLINEにて発表された。また、アップアップガールズ（仮）はグループ名から「（仮）」をとることを目標としているが、T-Palette Recordsはインディーズレーベルであるため「（仮）」は取れないことも発表された。
9月23日には「代官山決戦を受けて」という位置づけである『アップアップガールズ（仮）〜アフター代官山決戦（仮）〜』がTOKYO FM HALLにて行われた。この日の公演では、全3公演中1公演で当日券が発売されたが、完売した。
11月23日には、代官山決戦の映像化作品アップアップガールズ（仮） 1st LIVE 代官山決戦（仮）が先行発売され、12月12日には一般発売された。ライブ映像の他、特典映像として思い出座談会・ライブの裏側などが収録されている。

## セットリスト
代官山決戦のセットリストは以下の通り。全21曲中、オリジナル曲は19曲・カバー曲は2曲となった。また、初披露曲は5曲である。
| 曲順 | 曲名                            | 備考                                                                                       |
| ---- | ------------------------------- | ------------------------------------------------------------------------------------------ |
| 1    | イチバンガールズ!               | 8月27日に行われた黒船公演での初披露曲。後の7thシングル曲                                   |
| 2    | なめんな! アシガールズ          | 5thシングル曲                                                                              |
| 3    | マーブルヒーロー                | 5thシングル曲                                                                              |
| MC   |                                 |                                                                                            |
| 4    | メチャキュン♡サマー ( ´ ▽ ` )ノ | 4thシングル曲                                                                              |
| 5    | You're the best                 | 8月27日に行われた黒船公演での初披露曲                                                      |
| 6    | バレバレI LOVE YOU              | 2ndシングル曲                                                                              |
| 7    | チェリーとミルク                | 初披露曲                                                                                   |
| 8    | End Of The Season               | 8月27日に行われた黒船公演での初披露曲・6thシングル曲                                       |
| MC   |                                 |                                                                                            |
| 9    | 気まぐれプリンセス              | モーニング娘。のカバー曲                                                                   |
| 10   | みかん                          | モーニング娘。のカバー曲                                                                   |
| MC   |                                 |                                                                                            |
| 11   | カッコつけていいでしょ!         | 初披露曲                                                                                   |
| 12   | shooting star                   | 初披露曲                                                                                   |
| 13   | Burn the fire!!                 | 初披露曲。後のT-Palette Recordsへの移籍後5枚目のシングル曲。                               |
| 14   | 夕立ち!スルー・ザ・レインボー   | 3rdシングル曲                                                                              |
| 15   | Rainbow                         | 2ndシングルのカップリング曲                                                                |
| MC   |                                 |                                                                                            |
| 16   | アッパーカット!                 | 3rdシングル曲                                                                              |
| 17   | お願い魅惑のターゲット          | 1stシングルのカップリング曲                                                                |
| MC   |                                 |                                                                                            |
| 18   | ストレラ!〜Straight Up〜        | 8月27日に行われた黒船公演での初披露曲。 後のT-Palette Recordsへの移籍後2枚目のシングル曲。 |

| 曲順                                   | 曲名       | 備考                                                         |
| -------------------------------------- | ---------- | ------------------------------------------------------------ |
| 1                                      | Going my ↑ | 1stシングル曲                                                |
| MC（このMCでサプライズ発表があった。） |            |                                                              |
| 2                                      | Dateline   | 初披露曲。後のT-Palette Recordsへの移籍後3枚目のシングル曲。 |
| 3                                      | サイリウム | 4thシングルのカップリング曲                                  |